# Jano Indijanci
Jano (pl. Janos), Pleme američkih Indijanaca s američkog Jugozapadnog kulturnog područja, nastanjeno u 17. stoljeću na sjeveru Meksika (Chihuahua), između casas Grandesa, Chihuahue i Fronterasa. Jano Indijanci klasificiraju se najčešće porodici Athapaskana i drže bližim srodnicima Apača, posebno Mimbreño Apačima (prema Saueru,1934). bandelierih smatra najjužnijim Apačima (Hodge)
Poznavatelj meksičkih Indijanaca, John Schmal navodi profesora Griffena koji kaže, da su Janos Indijanci i susjedna plemena Athapaskana i drugih Uto-Aztecan govornika 'lovci i sakupljači'. Godine 1684. Janosi zajedno s plemenima Conchos, Sumas, Chinarras, Manso, i Jocomes, od Casas Grandesa do El Passa, učestvuju u ustanku koji buknuo 1684.,  četiri godine nakon protjerivanja Španjolaca (u vrijeme Pueblo ustanka) iz Novog Meksika. Ovaj ustanak raširio se i u Chihuahuu, gdje će još sve do 1698. pružati žestok otpor Tarahumare. 
Ime ovog plemena očuvano je danas u imenu grada i općine. 

## Vanjske poveznice
- Indigenous Chihuahua: A Story Of War And Assimilation  Arhivirana inačica izvorne stranice od 15. listopada 2017. (Wayback Machine)
- Records of the Presidio de San Felipe y Santiago de Janos